# استلار بلید
استلار بلید (به انگلیسی: Stellar Blade) یک بازی ویدئویی در سبک اکشن و ماجراجویی است که توسط شیفت آپ توسعه یافت و توسط سونی اینتراکتیو انترتینمنت در ۲۶ آوریل ۲۰۲۴ برای پلی‌استیشن ۵ عرضه شده است. بازیکن کنترل قهرمان داستان ایو را به عهده می‌گیرد که برای نجات بشریت از جنگی بی‌امان توسط موجودات هیولایی به راه افتاده است. ایو در طول سفر خود توسط گروهش و دیگر بازماندگان همراهی می‌شود تا زمین را پس بگیرند.
شیفت آپ، یک استودیوی کره‌ای که توسط کیم هیونگ-تائه تأسیس شده است، برای اولین بار این بازی را تحت عنوان کاری پروژهٔ ایو در سال ۲۰۱۹ معرفی کرد. تا سال ۲۰۲۱، این بازی به عنوان یک محصول انحصاری برای پلی‌استیشن ۵ برای انتشار توسط سونی اینتراکتیو انترتینمنت معرفی شد. در سال ۲۰۲۲ بازی به‌طور رسمی استلار بلید نام گرفت.
پس از تأخیر در انتشار آن در سال ۲۰۲۳، استلار بلید به‌طور رسمی در تاریخ ۲۶ آوریل ۲۰۲۴ برای پلی‌استیشن ۵ منتشر شد. این بازی به‌طور کلی نقدهای مثبتی از سوی منتقدان دریافت کرد و تا ژوئن به فروش بیش از ۱ میلیون نسخه رسید. یک نسخه برای ویندوز قرار است در ۱۱ ژوئن ۲۰۲۵ منتشر شود.

## گیم‌پلی
استلار بلید یک بازی ویدئویی اکشن ماجراجویی است که در زمینی پسا آخرالزمانی اتفاق می‌افتد و از منظر سوم شخص بازی می‌شود. نبرد بر درک الگوهای حمله دشمنان و مقابله با زمان‌بندی دقیق تمرکز دارد. بتا گیجِ (The Beta Gauge) ایو، شخصیت قابل بازی، با دویدن و فرار در نبرد پر می‌شود. بتا گیج برای استفاده از مهارت‌هایی مانند سوراخ‌کردن زره فوق‌العاده و وقفه ترکیبی دشمن صرف می‌شود. ایو همچنین دارای یک «Burst Gauge» است که از طریق پِری‌ها و ترکیب‌های متوالی پر می‌شود، که می‌تواند برای فعال‌کردن باف‌ها و حملات قدرتمند استفاده شود. این بازی از بازخورد لمسی دوال‌سنس کنتلر پلی‌استیشن ۵ برای ارائه بازخورد در مورد حملات دشمن و دقت سلاح استفاده می‌کند. کاوش شامل پوسته‌پوسته شدن دیوار و چرخاندن روی طناب برای پیمایش محیطی است، با چیزهایی که می‌توان از جمله لباس‌های اضافی در آنجا یافت. جهان فراگیر دارای NPCهایی است که می‌توانند ماموریت‌های جانبی را برای ایو فراهم کنند، با این گزینه که آنها را نادیده بگیرید، یا نگیرد.

## داستان
بشریت پس از یک جنگ شکست خورده در برابر موجودات هیولایی به نام نایتیبا (Naytiba) از زمین رانده می‌شود. برای بازپس‌گیری خانه از دست رفته خود، ایو و تیمش از مستعمره به مبارزه با نایتیباها و بازپس‌گیری زمین اعزام می‌شوند. سرانجام ایو با بازمانده‌ای به نام آدام آشنا می‌شود که او را به زاین، آخرین شهر بازمانده بشریت روی زمین می‌برد. ایو سپس با اورکال بزرگ و با ساکنان زاین ارتباط برقرار می‌کند تا به مأموریت خود برای نجات بشریت و بازپس‌گیری زمین ادامه دهد.

## توسعه و انتشار
در ۴ آوریل ۲۰۱۹، استودیوی کره‌ای شیفت آپ (که توسط کیم هیونگ تائه، تصویرگر تیغه و روح تأسیس شد) پروژه ایو (Project Eve) را برای پلی‌استیشن ۴، ویندوز و ایکس‌باکس وان اعلام کرد و قرار بود در آنریل انجین ۴ توسعه یابد. یک نمونه اولیه برای گیم‌پلی جدید و جهت هنری در اواخر سال ۲۰۲۰ بدون ذکر هیچ‌یک از پلتفرم‌های بازی برای انتشار نمایش داده شد. در نمایشگاه پلی‌استیشن در سپتامبر ۲۰۲۱، این بازی به عنوان یک بازی انحصاری برای پلی‌استیشن ۵ اعلام شد و اعلام شد که توسط سونی اینتراکتیو انترتینمنت منتشر خواهد شد. در سپتامبر ۲۰۲۲، عنوان نهایی بازی به صورت استلار بلید با گیم‌پلی جدید نشان داده شده و یک پنجره اصلی برای انتشار برای سال ۲۰۲۳ برنامه‌ریزی شده بود. روز بعد، موناکا مشارکت خود را اعلام کرد و بیان کرد که اعضای آنها، الیور گود و کیتا اینو، در تولید موسیقی بازی شرکت دارند، که چندین بار قبل از انتشار تکرار شده است. این بازی از اسکن سه‌بعدی برای برخی از مدل‌های شخصیت استفاده می‌کند که ایو بر اساس مدل شین جی-یون ساخته شده است. دشمنان توسط طراح هیولاهای فیلم کره‌ای، هی چول جانگ طراحی شدند که طرح‌های هیولا را به مدل‌های گلی تبدیل کرد که برای ایجاد مدل‌های سه‌بعدی اسکنِ سه‌بعدی شدند. در دسامبر ۲۰۲۳، بازی تا سال ۲۰۲۴ به تعویق افتاد. در ژانویه ۲۰۲۴ اعلام شد که بازی در ۲۶ آوریل منتشر خواهد شد. دموی بازی بازی در تاریخ ۲۹ مارس ۲۰۲۴ در فروشگاه پلی‌استیشن در سراسر جهان منتشر شد. این دمو به‌طور تصادفی در اوایل ماه مارس در ایالات متحده منتشر شد، اما سپس به سرعت حذف شد.

## بازخورد
| گردآورنده | امتیاز |
| --------- | ------ |
| متاکریتیک | 82/100 |

| ناشر          | امتیاز  |
| ------------- | ------- |
| ۴پلیرز        | 84/100  |
| دستراکتید     | 8/10    |
| یوروگیمر      | 4/5     |
| گیم اینفورمر  | 8.75/10 |
| گیم‌اسپات      | 8/10    |
| آی‌جی‌ان        | 7/10    |
| Jeuxvideo.com | 17/20   |
| پی‌سی‌مگ        | 4.5/5   |
| شک‌نیوز        | 8/10    |

استلار بلید نقدهای «به‌طور کلی مطلوب» از منتقدان دریافت کرد و طبق وبسایت بازبینی جمعی متاکریتیک، بیشترین امتیاز را در تاریخ پلی‌استیشن ۵ از سوی کاربران دریافت کرده است. طبق گفته اوپن‌کریتیک منتقدان در ۸۴ درصد از ۹۰ بررسی خود، این بازی را توصیه کرده‌اند.

### ظاهر ایو
استلار بلید جنجال‌هایی را، به‌ویژه در مورد جنسی‌سازی شخصیت اصلی آن ایو، برانگیخت. با توجه به گزارشی از دن آف گیک، برخی از منتقدان استدلال کرده‌اند که بازاریابی بازی به شدت بر جذابیت جنسی ایو تکیه دارد و عناصری مانند لباس‌های آشکار و طراحی شخصیت‌های پیشنهادی محور استراتژی تبلیغاتی بازی بوده‌اند. این بازی همچنین رتبه «فقط بزرگسالان» را در کره جنوبی دریافت کرده است که به محتوای صریح آن از جمله برهنگی، خشونت و رویکرد جنسی در طراحی شخصیت نسبت داده شده است. TheGamer استدلال کرد که قهرمان داستان، در عین جذاب‌بودن، «آنقدر هم سکسی نیست» و سایر منتقدان را متهم کرد که می‌خواهند «بازی را صرفاً به این دلیل که ایو بیش از حد سکسی بوده، خراب جلوه دهند». کارگردان بازی، هیونگ تای کیم، از برخی از این انتخاب‌های طراحی دفاع کرده است و توضیح داد که از منظر سوم شخص، دید بازیکن عمدتاً به سمت پشت شخصیت است، از این رو بر جذاب‌کردن این دیدگاه تأکید شده است. او همچنین توضیح داد که انتخاب‌های طراحی برای سرگرم‌کردن مخاطبان بزرگسال انجام شده است. آی‌جی‌ان خاطرنشان کرد که بحث‌ها در مورد این بازی جامعه بازی‌های ویدیویی را تقسیم کرده است. برخی از سرویس طرفداران و طراحی شخصیت اصلی انتقاد کردند، به ویژه جذابیت ایو را زیر سؤال بردند و آن را بیش از حد جنسی دانسته‌اند، که ادعا شده است برای جنسیت زن توهین آمیز بوده باشد. برعکس، دیگران استدلال می‌کنند که منتقدان، طرفداران، پخش‌کننده‌ها و حتی برخی از توسعه‌دهندگان بازی‌های ویدیویی استاندارد دوگانه‌ای را به کار می‌گیرند و بازی‌هایی مانند نیئا: اتوماتا و بایونتا را ستایش می‌کنند و در عین حال استلار بلید را محکوم می‌کنند.

## یادداشت
1. ↑  کار اضافی توسط استودیوهای پلی‌استیشن